# Stenus punctatus
Stenus punctatus är en skalbaggsart som beskrevs av Wilhelm Ferdinand Erichson. Stenus punctatus ingår i släktet Stenus och familjen kortvingar. Inga underarter finns listade i Catalogue of Life.